# Valea Dragului
Valea Dragului è un comune della Romania di 2 999 abitanti, ubicato nel distretto di Giurgiu, nella regione storica della Muntenia.